# Szkaradny Żleb

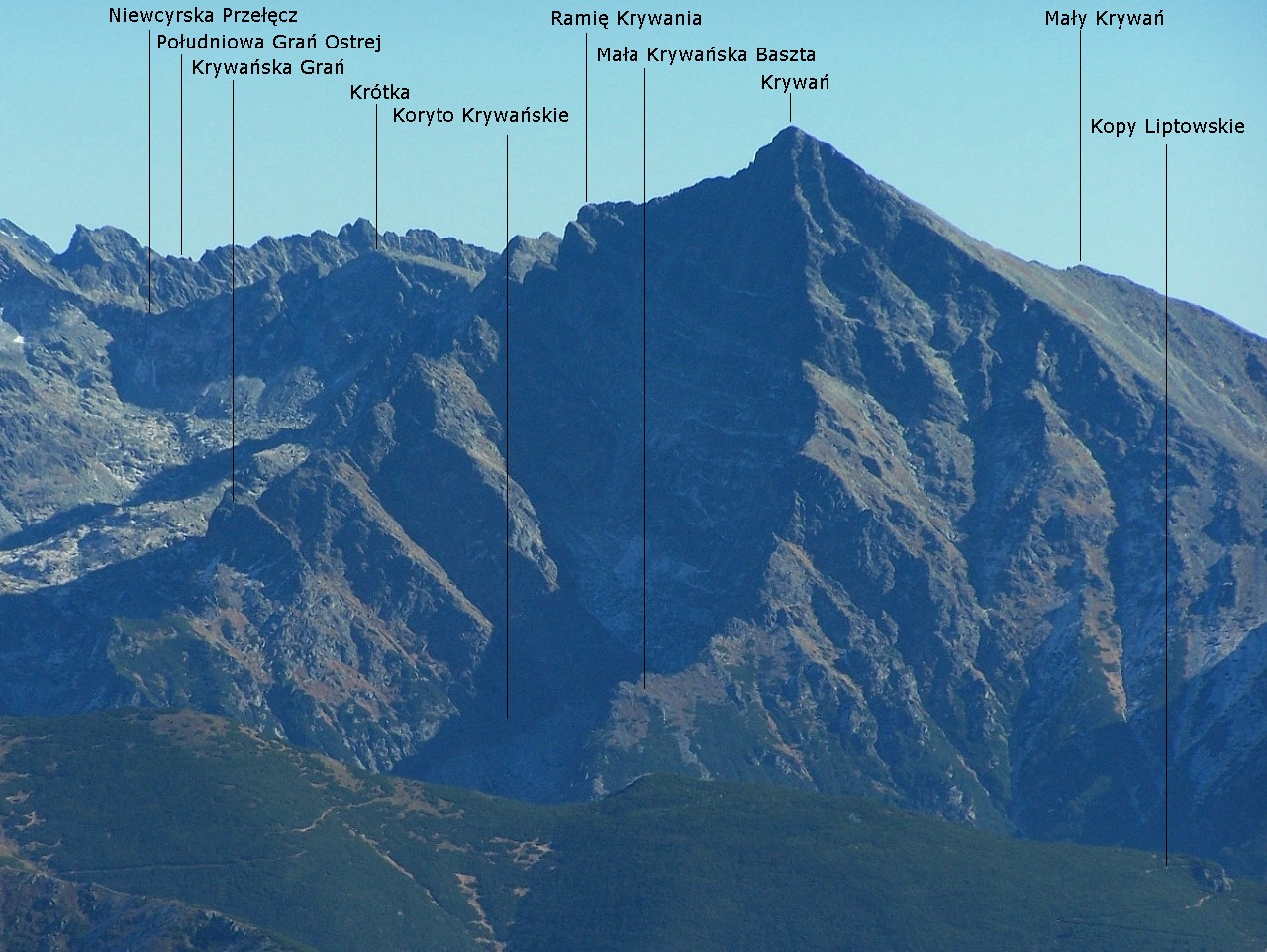
Szkaradny Żleb opadający spod wierzchołka Krywania (oświetlony)

Szkaradny Żleb (słow. Škaredý žľab) – lewoboczne, wcinające się w masyw Krywania odgałęzienie Doliny Koprowej w słowackich Tatrach Wysokich. W górnej części jest to żleb opadający w północno-zachodnim kierunku pomiędzy żebrem Garbu Krywania a boczną, zachodnią granią Wyżniej Przehyby. Ma północne odgałęzienie wchodzące pomiędzy to żebro a grań Małej Krywańskiej Baszty. W dolnej części, poniżej miejsca połączenia się tych odgałęzień przechodzi w dolinkę. Żlebem w zimie schodzą lawiny, doliną spływa potok Szkaradna Woda.
Szkaradny Żleb znajduje się na obszarze ochrony ścisłej TANAP-u, nie prowadzi przez niego żaden szlak turystyczny, również taterników obowiązuje tutaj zakaz wchodzenia i wspinaczki. Jest to żleb o największej deniwelacji w całych Tatrach. Różnica wysokości między wierzchołkiem Krywania a ujściem żlebu do Koprowej Wody wynosi ok. 1350 m.
Żleb był odwiedzany od dawna przez górników, koziarzy i turystów. Pierwszego zimowego przejścia żlebu dokonali V. Krňanský, O. Rabas, Antonín Veverka i Z. Vlk 19 kwietnia 1946 r.